# Jusep Torres Campalans
Jusep Torres Campalans és la "biografia" d'un pintor català fictici escrita pel novel·lista valencià en llengua castellana Max Aub Mohrenwitz i publicada el 1958. Segons el llibre, durant la seva estada a París, Torres Campalans esdevenia amic de Picasso i un del cofundadors del cubisme. Al començament de la Segona Guerra Mundial, es va traslladar a viure a Mèxic, on va passar la resta de la seva vida en seclusió a Chiapas. El llibre fins i tot inclou un catàleg de les seves feines (escrit per "H. R. Town") amb il·lustracions i fotos, per a una exposició planejada a la galeria Tate el 1942 (que, òbviament, mai es va materialitzar). S'hi han trobat paral·lelismes amb la vida d'Aub i Torres Campalans. El llibre és encara sovint llistat com a biografia real.